# Hayes (internet)

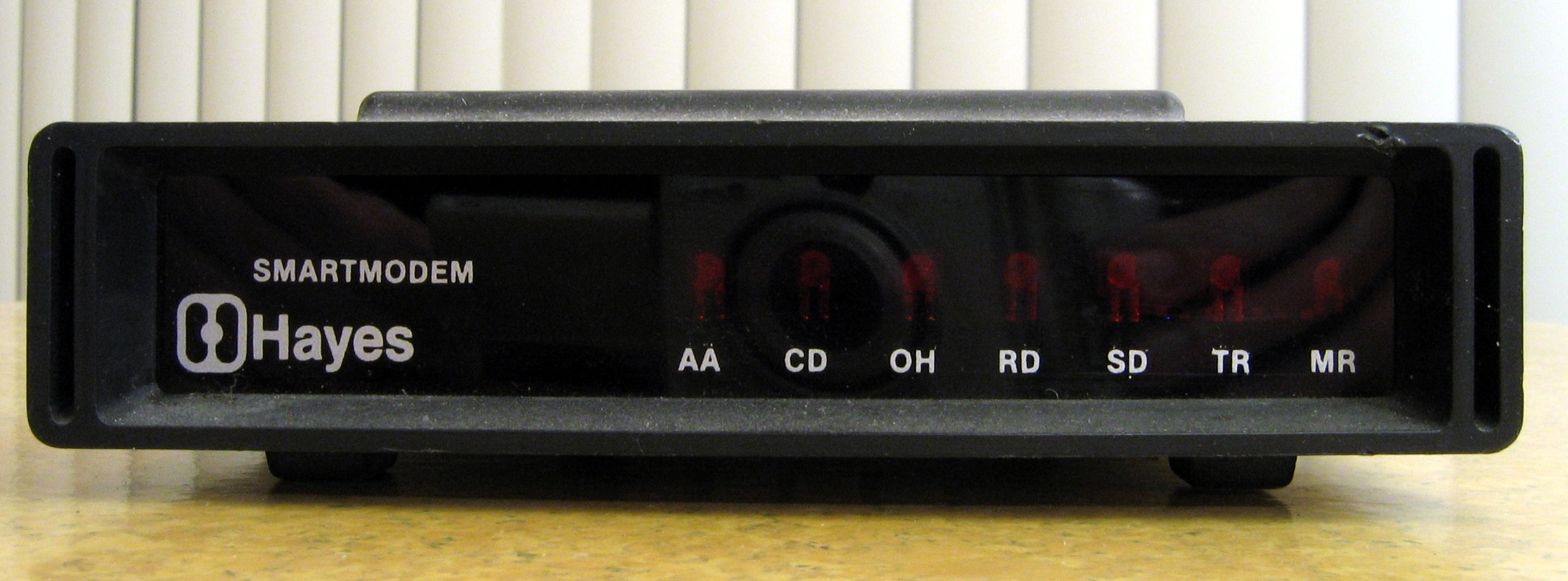
Modem Hayes Smartmodem 300 z 1981 r.

Hayes – nazwa standardu używanego przy komunikacji komputera z modemem.

## Historia
Standard ten opracowany został przez firmę Hayes Microcomputer Products na potrzeby modemu Hayes Smartmodem 300 baud modem w 1981r. i wkrótce stał się światowym standardem. Wszystkie komendy tego standardu zaczynają się od liter „AT” i dlatego jest on określony często nazwą „komendy AT” lub „Hayes AT”.

## Komendy
ATDT to polecenie powodujące wybranie tonowe występującego po nim numeru i próbę nawiązania połączenia z urządzeniem, które odbierze telefon.
Przykład użycia:
Przesłanie do modemu polecenia ATDT 0202122 spowoduje połączenie (tonowe wybieranie numeru) z ogólnodostępnym numerem dial-up TPSA.